# マット・マーフィー
マット・マーフィー（Matt Murphy、1979年1月18日 - ）は、アメリカ合衆国出身のプロレスラー、プロレス番組プロデューサーである。ミズーリ州カホカ出身。身長180センチメートル、体重96キログラム。プロレスラーとしては1999年9月24日デビュー、2002年12月8日引退。 アメリカではWLW（ワールド・リーグ・レスリング）、日本ではプロレスリング・ノアなどに参戦した。
ハーリー・レイス・レスリング・アカデミーの1期生で、WLW初期の主要メンバーである。

## 略歴
ハーリー・レイス・レスリング・アカデミーでプロレスの訓練をし、旗揚げ間もないレイス主宰のWLWに入門、1999年9月24日ノースカロライナ州トーマスビル大会でプロ・デビュー。当時は"ザ・ミサイル"の異名を持った。
その後、WWE（ワールド・レスリング・エンターテイメント）にも出場を経験。その他、米国各地のインディー大会に出場した。
その後、"オール・ザット"の異名を名乗り、スーパースター・スティーブとタッグチームを結成。WWEに登場し、海援隊やジャスティン・クレディブル等と抗争する。
2001年6月、プロレスリング・ノアへ初参戦・初来日。さらには、昭代GHCジュニアヘビー級王座決定トーナメントにエントリーされた。しかし、一回戦で浅子覚に敗れ、王座奪取には至らなかった。
その後、IWA（インディペンデント・レスリング・アソシエーション）ミッドサウスにレギュラー参戦し、後にWLWに参戦するエース・スティール、C.M.パンク、B.J.ホイットマー、クリス・ヒーロー等と対戦した。
レッスル・アメリカ・インディー30に選ばれるなど活躍し、再び古巣WLWで3度目の世界タッグ王座に君臨していたが、2002年12月8日、自動車事故が原因で、プロレスを引退した。その後、自伝の執筆を経て、2007年にWLWのテレビ番組の責任者兼プロデューサーとしてWLWに再所属となった。

## タイトル歴
- GWヘビー級王座
- カンサス州ヘビー級王座
- GPWアーカンソー州ヘビー級王座
- WCCWジュニアヘビー級王座
- NDWライトヘビー級王座
- NGWライトヘビー級王座
- WLWタッグ王座
- NGWタッグ王座

## 得意技
- BDT（バールスロー・イントゥ・スゥインギング・DDT）
- グリップス・オブ・グレートネス（ダブルアンダーフック・スープレックス・サブミッション）
- スプリングボード・エルボー・スマッシュ

## 入場テーマ曲
- All The Way